# Brodziec (roślina)

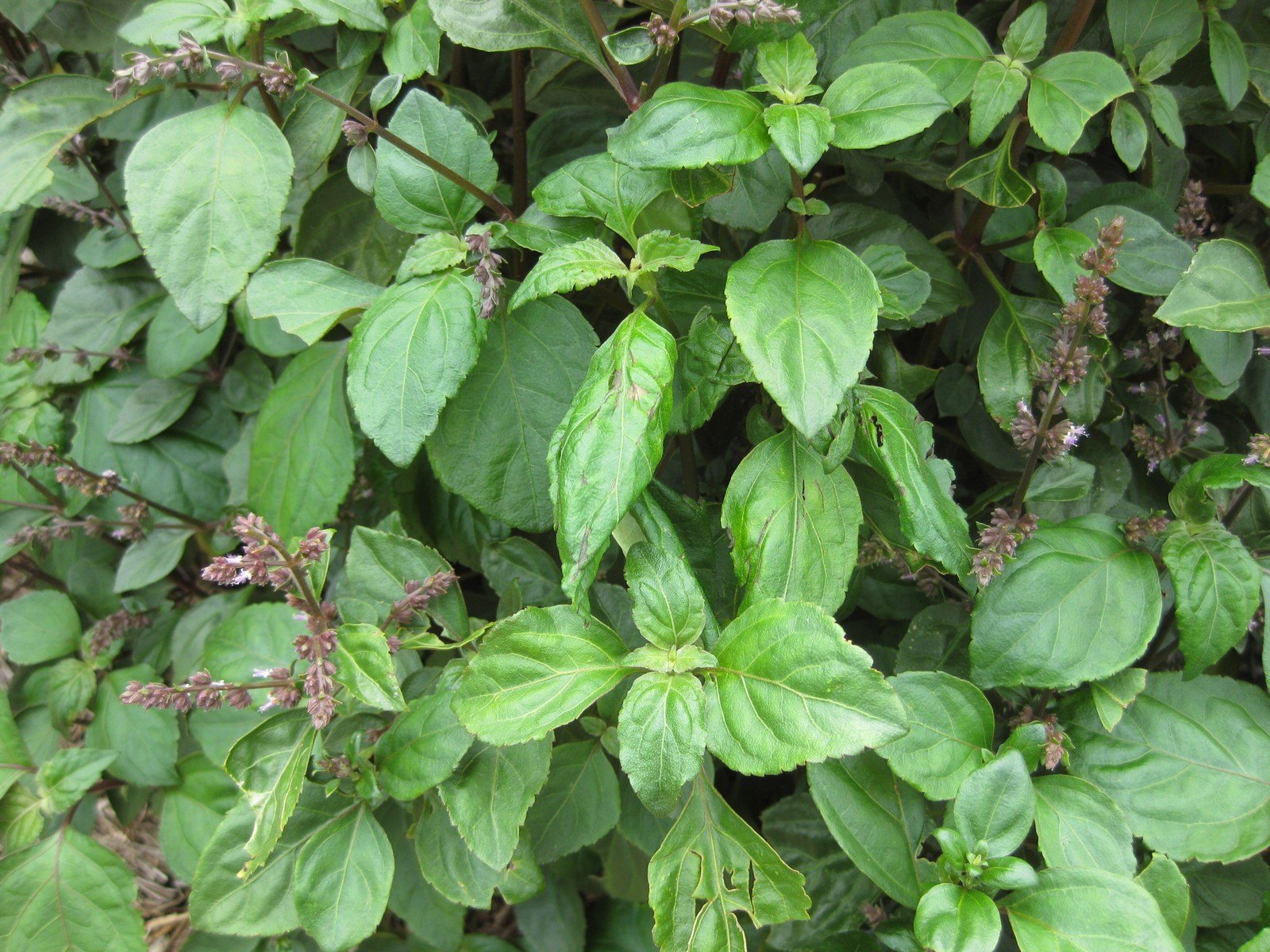
Brodziec paczulka

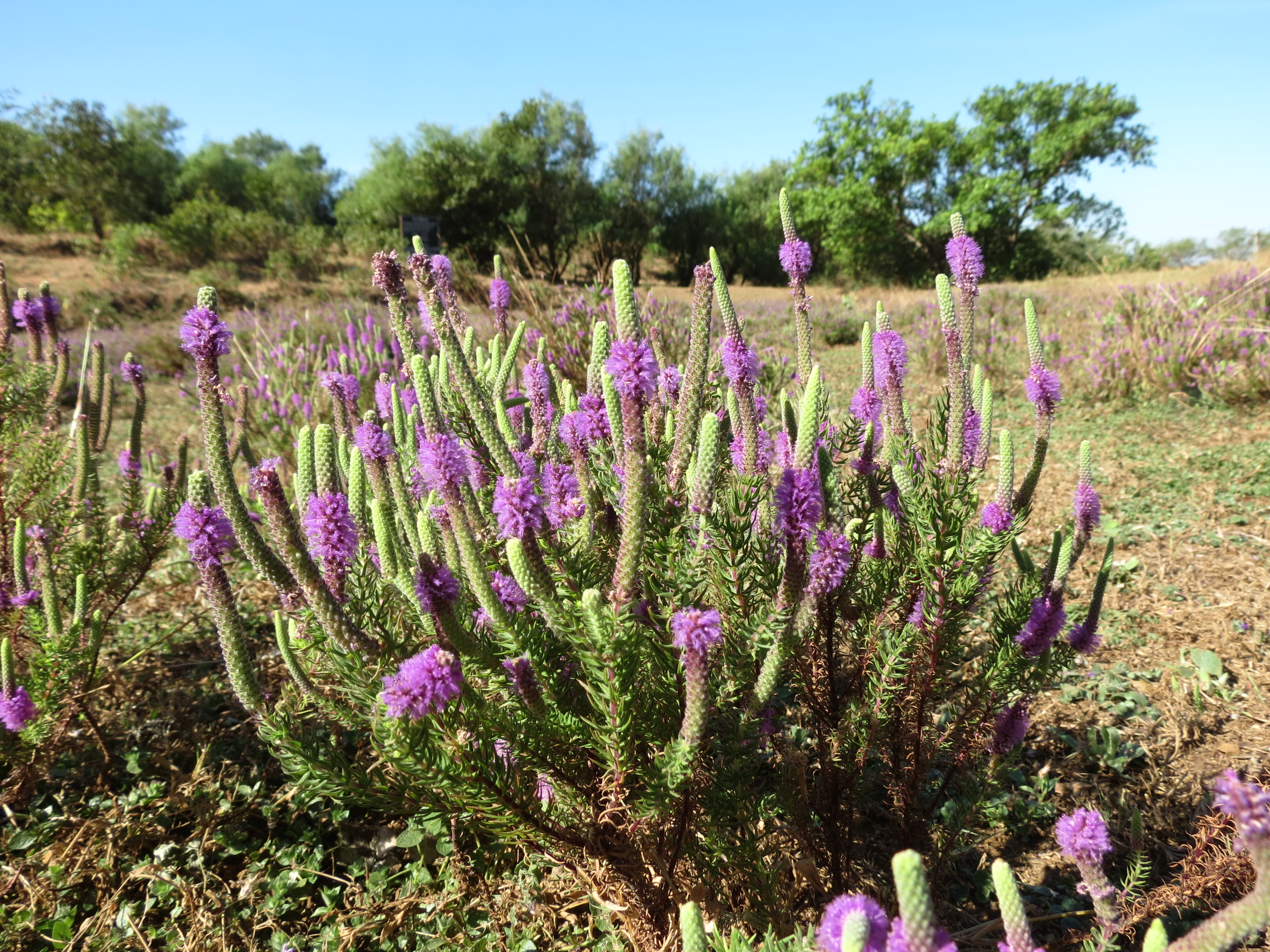
Pogostemon deccanensis

Brodziec (Pogostemon Desf.) – rodzaj roślin należących do rodziny jasnotowatych. Obejmuje ok. 85–94 gatunków. Rośliny te występują w południowej i wschodniej Azji (na północy sięgając do Japonii), nieliczne gatunki obecne są w środkowej i południowej Afryce oraz w Australii. Rosną zwykle w miejscach mniej lub bardziej wilgotnych, zarówno na terenach otwartych jak i w lasach. Należą tu też rośliny wodne, co jest rzeczą wyjątkową w rodzinie jasnotowatych.
Rośliny obfitują w olejki eteryczne i stanowią ważny surowiec dla przemysłu perfumeryjnego i kosmetycznego. Najważniejsze znaczenie ekonomiczne ma brodziec paczulka P. cablin, którego roczna produkcja w głównym ośrodku uprawy – w Indonezji – dostarczyła w 2010 roku 1300 ton surowca używanego do aromatyzowania kosmetyków i cygar, stosowanego także jako repelent przeciw owadom i pijawkom. W komercyjnych zastosowania gatunek ten często zastępowany jest przez Pogostemon heyneanus. W południowej Afryce Pogostemon mutamba dostarcza jadalnych, bogatych w skrobię bulw. Z kolei Pogostemon benghalensis jest ważną rośliną miododajną.
Rośliny użytkowe z tego rodzaju są uprawiane w klimacie ciepłym – nie znoszą spadków temperatur poniżej 0 °C.

## Morfologia

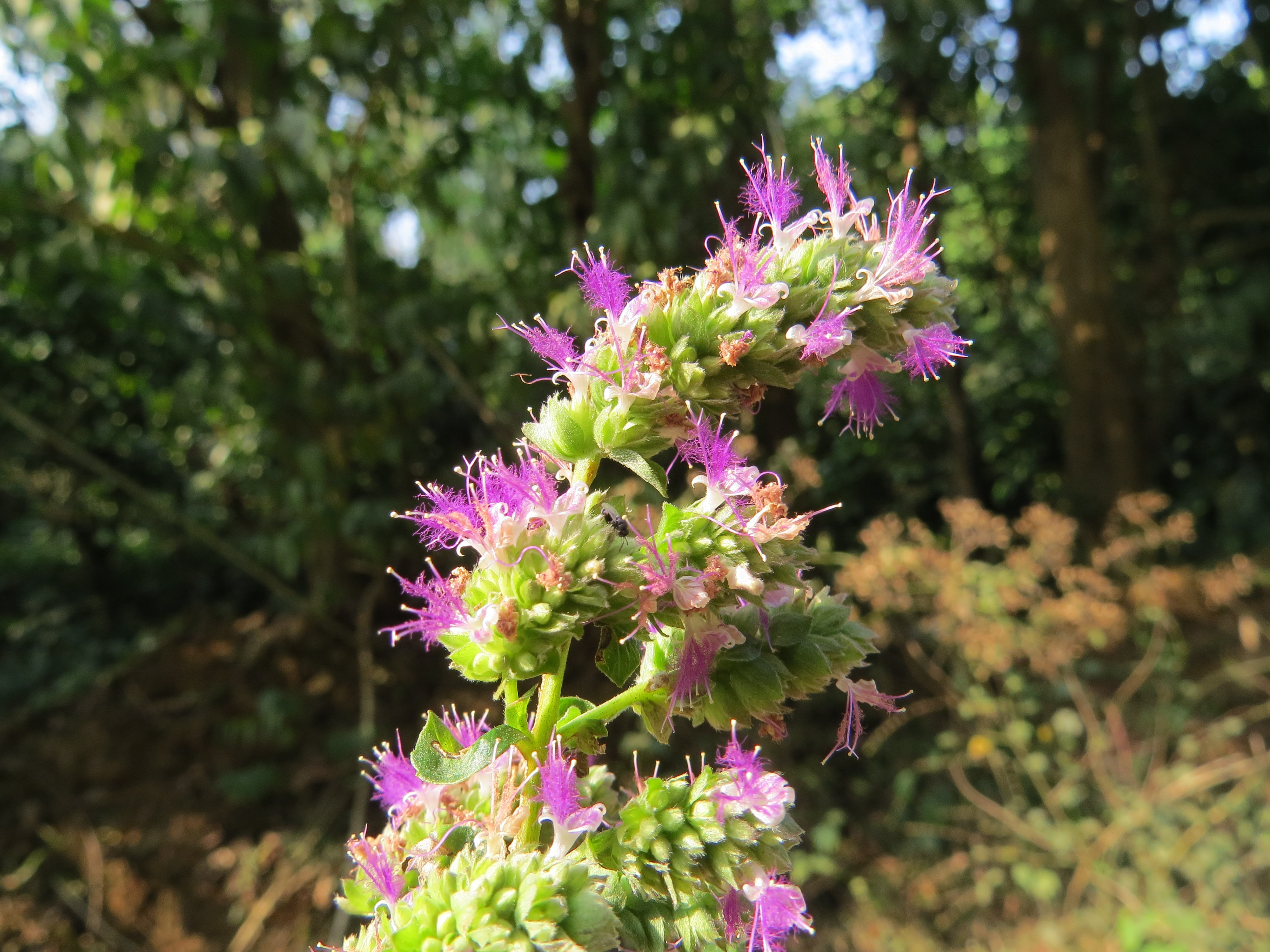
Kwiatostan Pogostemon benghalensis

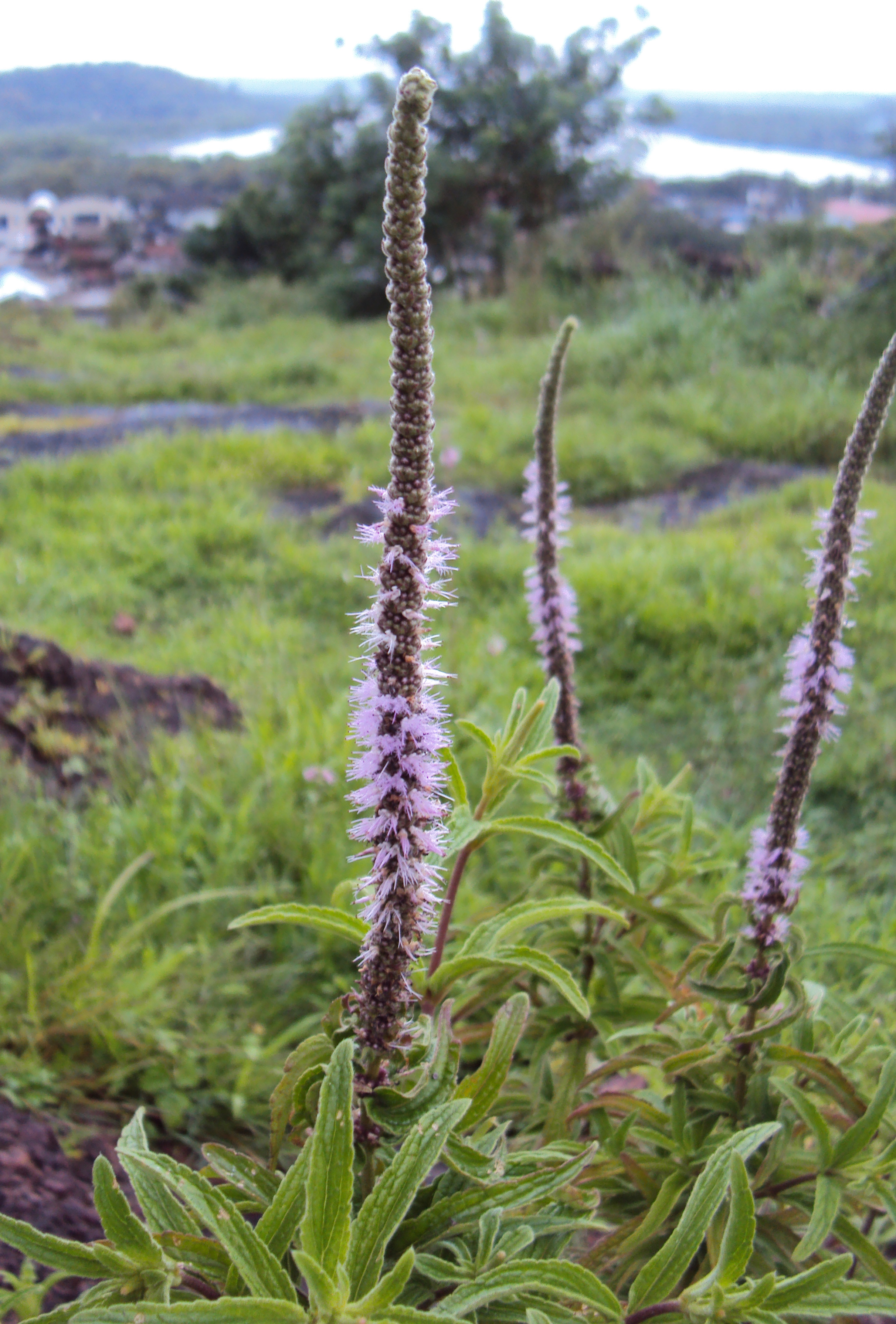
Pogostemon quadrifolius

PokrójRośliny jednoroczne, byliny i krzewy. Pędy pełne, pokryte są nierozgałęzionymi i rozgałęzionymi włoskami.
LiścieUlistnienie naprzeciwległe lub okółkowe, z 3–12 liśćmi w okółku. Liście niemal siedzące lub ogonkowe. Blaszka liściowa jajowata do lancetowatej, rzadko równowąska, mniej lub bardziej owłosiona. Brzeg blaszki ząbkowany lub piłkowany, wierzchołek zaostrzony.
KwiatyZebrane w okółkach tworzących gęste lub luźne kłosokształtne kwiatostany, czasem rozgałęzione. Przysadki są zwykle drobne, równowąskie lub jajowate. Kielich zrosłodziałkowy, na szczycie z 5 zwykle równymi ząbkami, czasem większy jest ten po stronie brzusznej. Ma kształt jajowato-rurkowaty lub dzwonkowaty. Korona fioletowa lub biała, jest bardzo słabo grzbiecista (dwuwargowa). Warga po stronie brzusznej jest wąska i całobrzega, pozostałe cztery łatki są równe. Pręciki cztery równe lub dwa nieco dłuższe (dwusilne), wystające z korony. Charakterystyczną cechą rodzaju jest zwykle wyraźne owłosienie nitek pręcików. Pylniki jednokomorowe, niemal kuliste. Słupek zwieńczony dwudzielnym znamieniem o ramionach takiej samej lub podobnej długości.
OwoceCztery rozłupki owalne lub kulistawe, o średnicy ok. 1 mm, zwykle gładkie i błyszczące.

## Systematyka
Rodzaj z plemienia Pogostemoneae w obrębie podrodziny Lamioideae z rodziny jasnotowatych Lamiaceae. Analizy molekularne potwierdziły monofiletyzm tego rodzaju i wskazały jako jego takson siostrzany rodzaj Anisomeles.
Wykaz gatunków
- Pogostemon amaranthoides Benth.
- Pogostemon andersonii (Prain) Panigrahi
- Pogostemon aquaticus (C.H.Wright) Press
- Pogostemon atropurpureus Benth.
- Pogostemon auricularius (L.) Hassk.
- Pogostemon barbatus Bhoti & Ingr.
- Pogostemon benghalensis (Burm.f.) Kuntze
- Pogostemon brachystachyus Benth.
- Pogostemon cablin (Blanco) Benth. – brodziec paczulka
- Pogostemon chinensis C.Y.Wu & Y.C.Huang
- Pogostemon crassicaulis (Benth.) Press
- Pogostemon cristatus Hassk.
- Pogostemon cruciatus (Benth.) Kuntze
- Pogostemon dasianus A.B.De & Mukerjee
- Pogostemon deccanensis (Panigrahi) Press
- Pogostemon dielsianus Dunn
- Pogostemon elatispicatus Bhoti & Ingr.
- Pogostemon elsholtzioides Benth.
- Pogostemon erectus (Dalzell) Kuntze
- Pogostemon falcatus (C.Y.Wu) C.Y.Wu & H.W.Li
- Pogostemon fauriei (H.Lév.) Press
- Pogostemon formosanus Oliv.
- Pogostemon fraternus Miq.
- Pogostemon gardneri Hook.f.
- Pogostemon glaber Benth.
- Pogostemon glabratus Chermsir. ex Press
- Pogostemon globulosus Phuong ex Suddee & A.J.Paton
- Pogostemon griffithii Prain
- Pogostemon hedgei V.S.Kumar & B.D.Sharma
- Pogostemon helferi (Hook.f.) Press
- Pogostemon henanensis Gang Yao
- Pogostemon heyneanus Benth.
- Pogostemon hirsutus Benth.
- Pogostemon hispidocalyx C.Y.Wu & Y.C.Huang
- Pogostemon hispidus (Benth.) Prain
- Pogostemon kachinensis (Mukerjee) Panigrahi
- Pogostemon koehneanus (Muschl.) Press
- Pogostemon latifolius (C.Y.Wu & Y.C.Huang) Gang Yao
- Pogostemon linearis (Benth.) Kuntze
- Pogostemon litigiosus Doan ex Suddee & A.J.Paton
- Pogostemon macgregorii W.W.Sm.
- Pogostemon manipurensis V.S.Kumar
- Pogostemon membranaceus Merr.
- Pogostemon menthoides Blume
- Pogostemon micangensis G.Taylor
- Pogostemon mollis Benth.
- Pogostemon mutamba (Hiern) G.Taylor
- Pogostemon myosuroides (Roth) Kuntze
- Pogostemon nelsonii Doan ex Suddee & A.J.Paton
- Pogostemon nepetoides Stapf
- Pogostemon nilagiricus Gamble
- Pogostemon nudus Bongch. & Pramali
- Pogostemon paludosus Benth.
- Pogostemon paniculatus (Willd.) Benth.
- Pogostemon parviflorus Benth.
- Pogostemon peethapushpum Pradeep
- Pogostemon peguanus (Prain) Press
- Pogostemon pentagonus (C.B.Clarke ex Hook.f.) Kuntze
- Pogostemon petelotii Doan ex Gang Yao, Y.F.Deng & X.J.Ge
- Pogostemon petiolaris Benth.
- Pogostemon philippinensis S.Moore
- Pogostemon plectranthoides  Desf.
- Pogostemon pressii Panigrahi
- Pogostemon pubescens Benth.
- Pogostemon pumilus (Graham) Press
- Pogostemon purpurascens Dalzell
- Pogostemon quadrifolius (Roxb. ex D.Don) F.Muell.
- Pogostemon raghavendranii R.Murugan & Livingst.
- Pogostemon reflexus Benth.
- Pogostemon reticulatus Merr.
- Pogostemon rogersii N.E.Br.
- Pogostemon rotundatus Benth.
- Pogostemon rugosus (Hook.f.) El Gazzar & L.Watson
- Pogostemon rupestris Benth.
- Pogostemon salicifolius (Dalzell ex Hook.f.) El Gazzar & L.Watson
- Pogostemon sampsonii (Hance) Press
- Pogostemon septentrionalis  C.Y.Wu & Y.C.Huang
- Pogostemon speciosus Benth.
- Pogostemon stellatus (Lour.) Kuntze
- Pogostemon stocksii (Hook.f.) Press
- Pogostemon strigosus (Benth.) Benth.
- Pogostemon szemaoensis (C.Y.Wu & S.J.Hsuan) Press
- Pogostemon tisserantii (Pellegr.) Bhoti & Ingr.
- Pogostemon travancoricus Bedd.
- Pogostemon trinervis Chermsir. ex Press
- Pogostemon tuberculosus Benth.
- Pogostemon velatus Benth.
- Pogostemon vestitus Benth.
- Pogostemon villosus (Roxb.) Benth.
- Pogostemon wattii C.B.Clarke
- Pogostemon wightii Benth.
- Pogostemon williamsii Elmer
- Pogostemon xanthiifolius C.Y.Wu & Y.C.Huang
- Pogostemon yatabeanus (Makino) Press